# Polygram
PolyGram N.V. a fost o casă de discuri majoră multinațională și o companie de divertisment cu sediul anterior în Țările de Jos. A fost fondată în 1962 ca Grammophon-Philips Group de compania olandeză Philips și compania germană Siemens, ca un holding pentru casele lor de discuri, și a fost redenumit "PolyGram" în 1972. Compania își trage originile prin Deutsche Grammophon până la inventatorul discului plat de gramofon Emil Berliner.
Mai târziu, PolyGram s-a extins ca ca o companie majoră globală de divertisment, creând divizii de film și televiziune. În mai 1998, a fost vândută la distilatorul alcoolic Seagram, care a deținut studioul de film Universal Pictures. PolyGram a fost astfel împăturită în Universal Music Group, iar PolyGram Filmed Entertainment a fost împăturită în Universal Pictures, ambele fiind succesori Seagram ai MCA Inc. Când noua divizie de divertisment formată de Seagram s-a confruntat cu dificultăți financiare, a fost vândută la Vivendi, iar MCA a devenit cunoscută ca Universal Studios, și Seagram a încetat să existe. Vivendi a rămas un acționar în Universal Music Group, iar diviziile de film și televiziune au fost vândute la NBCUniversal până în 2021. În februarie 2017, UMG a readus compania sub numele de PolyGram Entertainment, care servește în prezent ca divizia lor de film și televiziune.

## Case notabile
- A&M Records (achiziționată în octombrie 1989)
- Def Jam Recordings (achiziționată in iunie 1994)
- Deutsche Grammophon
- Fontana Records
- Island Records (achiziționată în august 1989)
- London Records
- Mercury Records
- Motown (distribuție în septembrie 1991 și achiziționată in august 1993)
- Philips Records
- Phonogram Inc.
- Polydor Records
- Total Experience Records
- Vertigo Records

## Legături externe
- Site web oficial
- PolyGram la MusicBrainz